# Крива (Тячівський район)
Кри́ва — село в Україні, у Закарпатській області, Тячівському районі. Входить до складу Тересвянської селищної громади.

## Назва
Українською Крива, Велика Крива, Криве, рос. Кривая, Кривое угор. Nagykirva[Надькірва], рум. Krîva
Українська назва села — Крива, пов'язана з великою кількість поворотів на головній вулиці села.
Угорський варіант назви села можна зустріти на військовій історичній мапі імперії Габсбургів Second Military Survey (1806—1869).

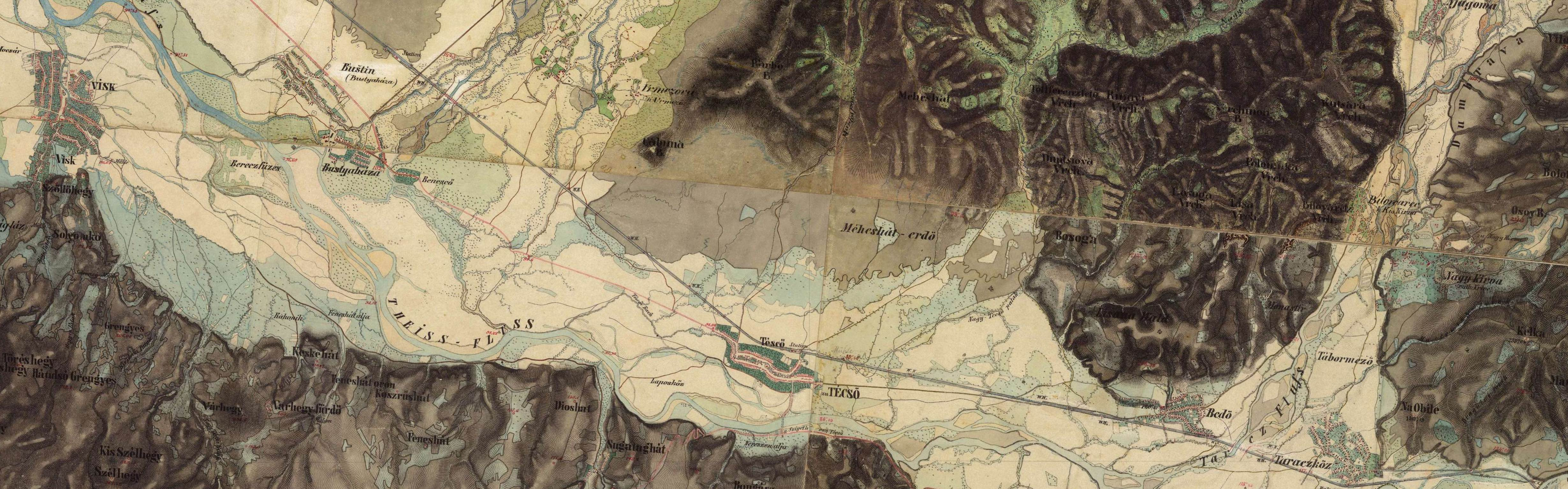
Second Military Survey

## Географія
На півночі межує з с. Тернове, на півдні — смт. Тересва. Знаходиться на відстані 14 км від районного центру (м.Тячів), 3 км від залізничної станції Тересва, 160 км від обласного центра м. Ужгород.

### Рельєф
Село розташоване в передгір'ї Карпат, у так званій Мараморошській котловині. Середня висота над рівнем моря — 281 м найвища точка села г. Обчина — 501,2 м. Також над селом височіє гора Осуй.

### Гідрографія
З заходу село омивається річкою Тересва, З сходу, південного-сходу і півдня село омиває річка Малениця, ліва притока Тересви, з півночі — потік Глубокий.

### Рослинність
Село оповите дубовими і буковими лісами.

### Клімат
Клімат помірно-континентальний, з жарким літом і м'якою зимою. Значно впливає на клімат міста захищеність Карпатами від холодних вітрів з півночі.

## Історія
Назва Надькірва (Крива) вперше згадується в 1373 році. Крива була власністю сім'ї Кірвай разом з Біловарцями, з іншого боку річки Тересва. Королівською грамотою 1378 р. визначено межу між селами Крива та Тересва. В 1404 році територія села, разом з сусідніми Грушевом та Тересвою подарована волоськими воєводами під опіку Грушівського монастиря.
Більшу частину своєї історії село перебувало під владою Угорського королівства та Австро-Угорської імперії.
В 1751 споруджено дерев'яну церкву.
В 1862 збудовано муровану Покровську церкву.
Про дерев'яну церкву з вежею, двома дзвонами, прикрашену старими малими образами, згадано в єпископській візитації за 1751 р.

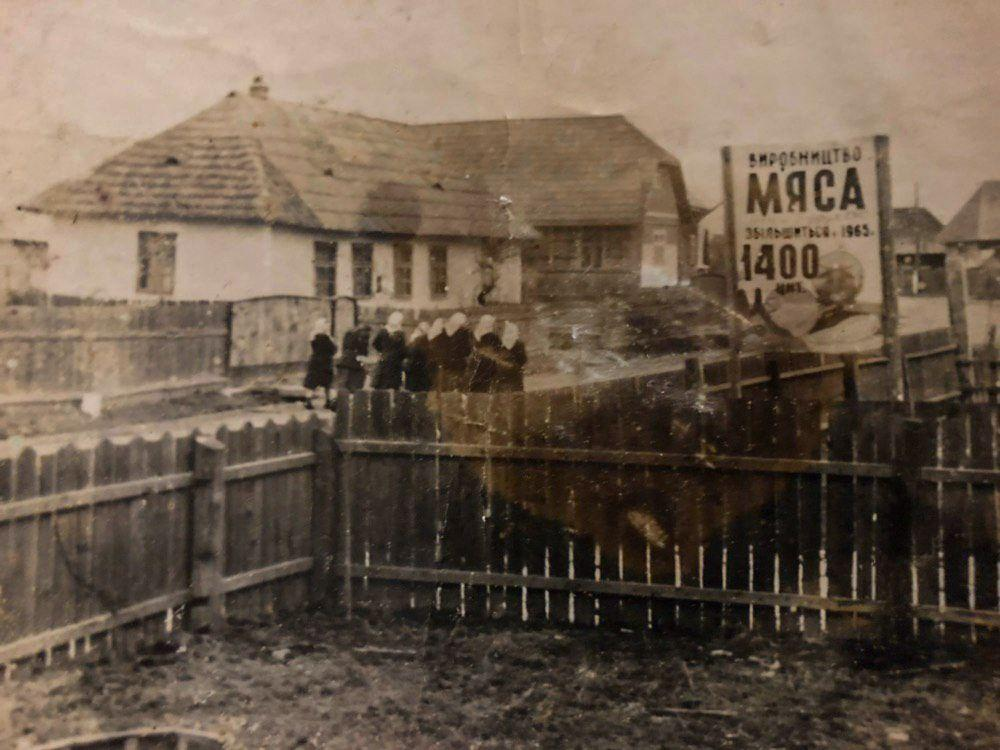
Крива під час сьомої п'ятирічки 1959-1960

Теперішня церква — типова мурована базиліка, що служить православній громаді. За словами священика, прикрашення церкви завершили аж у 1923 р. Споруду капітально відремонтовано в 1984 р. за священика Василя Ігната та куратора Михайла Зизеня. Тоді зробили прибудову до церкви, поштукатурили зовні стіни, збудували хори. Автором 38 ікон до іконостаса кінця XIX ст. є львівський художник Антоній Пилиховський, але під час ремонту Юрій Леґерда оновив ікони.
На вежі встановлено три дзвони, два з яких виготовлені для православної громади пряшівською фірмою «Гедеон а Пекарік» у 1922 р. та ужгородською фірмою «Акорд» у 1938 p., а третій походить з 1933 р. Біля мурованої церкви до 1997 р. стояла напівзруйнована дерев'яна православна церква, що була збудована 1927 р. У 1999 р. почали спорудження нової греко-католицької церкви, що буде присвячена Воздвиженню Чесного Хреста.
Після розпаду Австо-Угорської імперії територія села була під владою спочатку Румунії, а потім Чехословаччини. Під час Другої світової війни село окупували угорські війська. Деякий час село входило до складу Закарпатської України. 23 жовтня 1944 р. село визволили радянські війська. З 1944 по 1991 рік перебувало в складі УРСР.
Через село проходила вузькоколійка Тересва — Усть-Чорна, але була зруйнована в 1998 р., через повінь.

## Населення
В 1880 році в селі проживало 117 євреїв, а в 1930—365.
У 1910 році було 946 мешканців, з них 6 угорців, 233 німці, 707 русинів. З них 712 греко-католиків, 233 — євреї.
Станом на 2018 рік населення села становить 3 524 мешканці. За результатами перепису 2001 р., 99,5 % селян назвали рідною мовою українську, решта — російську.
В селі розвинуто бджільництво та вівчарство.

### Освіта

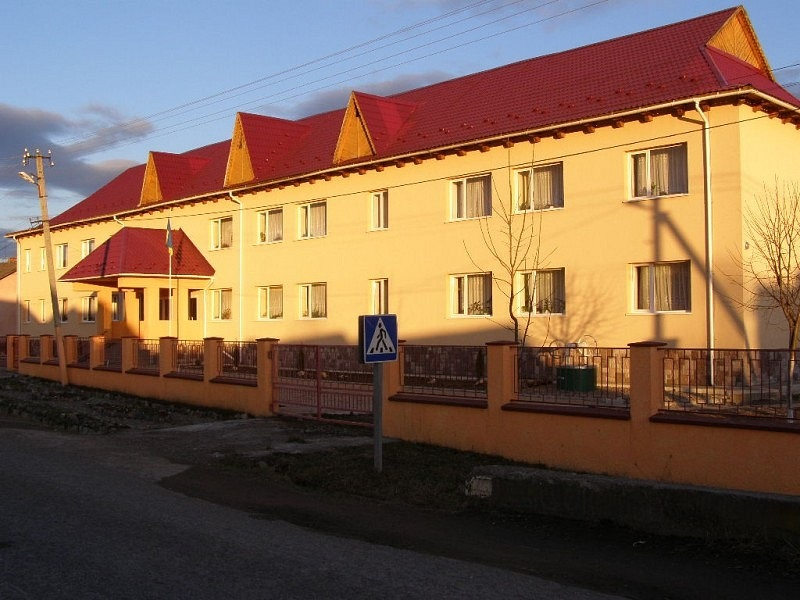
Кривська загальноосвітня школа

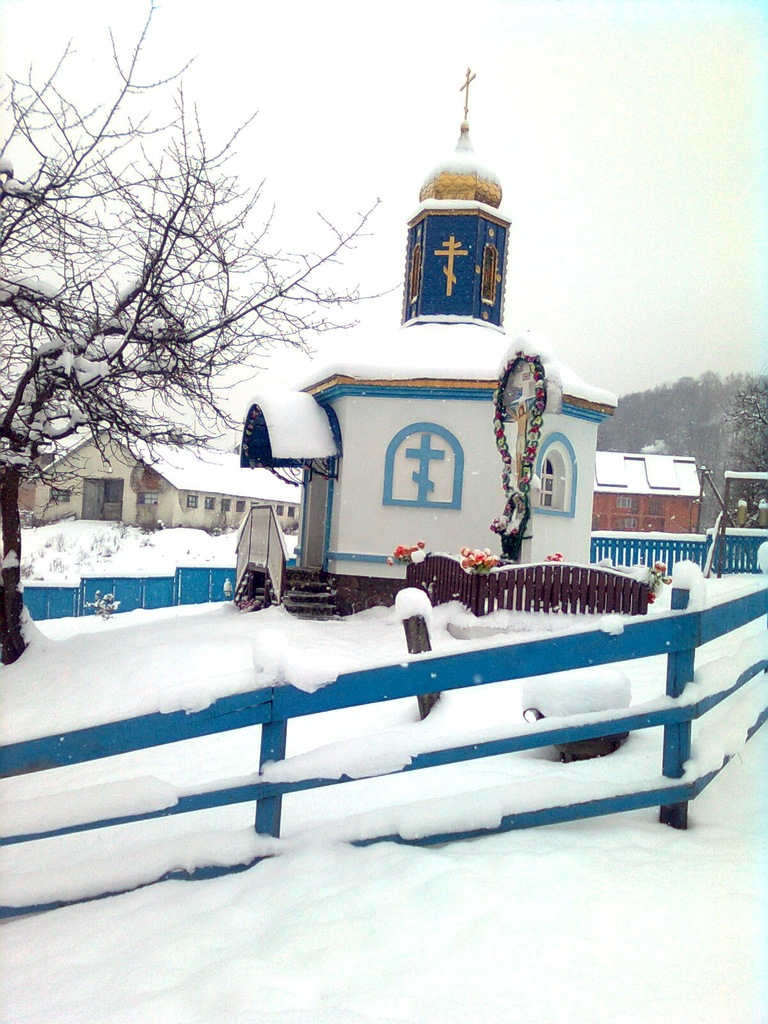
Капличка Свято-Георгіївського монастиря

В 1904 р. відкрито школу з чотирма класами. В 1946 р. цю школу реорганізовано в семирічну. В 1950 р. збудовано нове, велике шкільне приміщення, а в 1966 р. ще одне, набагато більше. Упродовж 1989—1993 та 2006—2007 р. збудовано сучасну двохповерхову школу. При ній діє етнографічний музей з 120 експонатами. Крім того, діє ще одна початкова школа в присілку Глибока долина. В 1990 р. збудовано дитсадок.

### Релігія
В селі розташовані два монастирі, дві церкви та капличка.

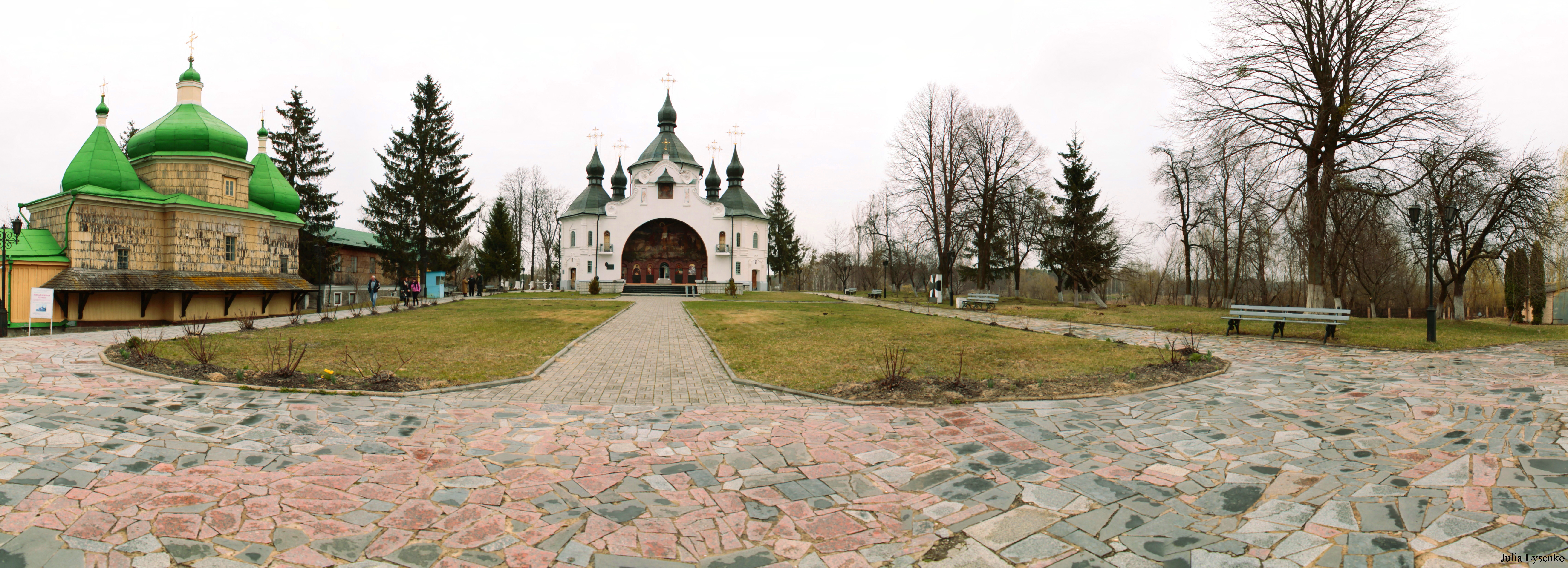
Свято-Георгіївський монастир

Свято-Георгіївський монастир с. Криве було засновано у 1997 році на базі Св. Георгіївської парафії, яка розпочала тут своє існування у 1992 році. Обитель заснував чабан Іван Штефура в 1992 р., збудувавши на горі Осуй власними силами та з власних матеріалів маленьку хатку на дві келії, а біля неї церкву розмірами 8: 17 метрів, увінчану трьома банями. Йому довелося пережити період відчуження односельчан, але й отримати допомогу від багатьох людей та організацій, від голови села Івана Цубери, який виділив землю для монастиря. Основний камінь церковного фундаменту освятив священник Василь Ігнат 17 липня 1992 p., а 23 вересня 1993 р. освятили готовий храм. До 1997 р. спорудили двоповерховий дім для монахів розмірами 12: 15 м, і останньої серпневої неділі готовий комплекс було освячено. Настоятелем став ієромонах Васіян.
На даний час, окрім Георгіївської церкви, збудованої у 1993 р., у монастирі зведено житловий корпус. з домовим храмом Св. вмц. Варвари, а також дзвінницю, у якій розміщається каплиця в честь св. мц. Лідії, освячену 5 квітня 2002 року Преосвященним єпископом Хустським і Виноградівським Іоанном. Адреса: вул. Кубенця, 46, с. Криве Тячівського р-ну Закарпатської області. Намісник — архімандрит Пахомій (Галац).

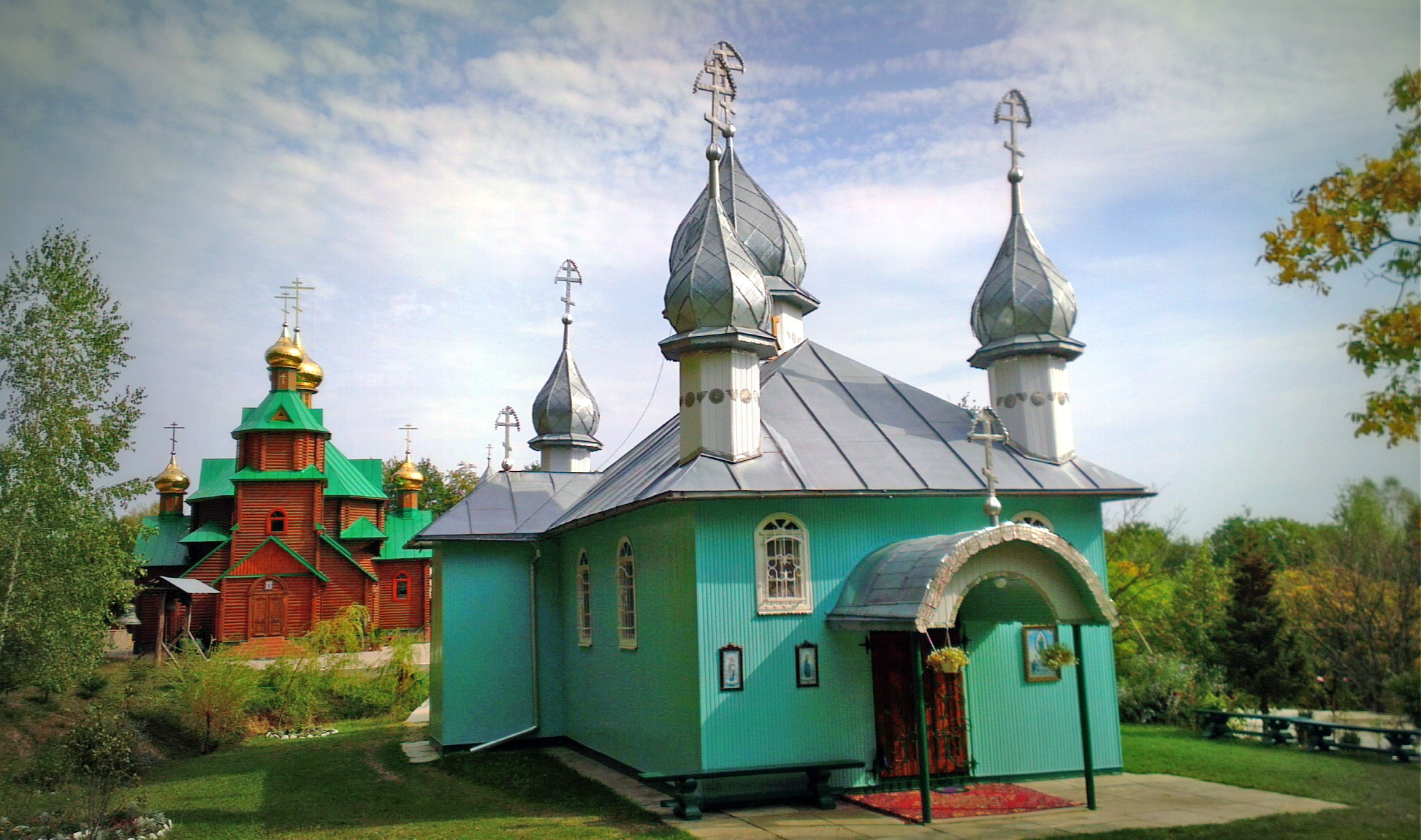
Свято-Сергієва пустинь

Монастир «Свято-Сергієва пустинь» був заснований з благословення Священного Синоду УПЦ від 27 грудня 2002 року, спочатку як чоловічий. 8 жовтня 2002 р. єпископ Хустський і Виноградівський Іоанн (нині архієпископ) освятив монастирський храм на честь прп. Сергія Радонезького. У цей час в обителі завершується будівництво нового житлового корпусу з домовою церквою на честь Чуда Архістратига Михаїла. Рішенням Священного Синоду УПЦ від 28 грудня 2004 року монастир «Свято-Сергієва пустинь» реорганізовано як жіночий. Знаходиться в урочищі Обчина.
Православна Покровська церква була збудована в 1862 р. Біля церкви звели дзвіницю.
В 1999 р. було закладено греко-католицьку Воздвиженську церкву.
Церква Покрови пр. Богородиці. 1927.
Православний рух почався в селі в 1921 р. Першим священиком став Володимир Потапов, після нього був Федір Стойка, а з 1935 р. — Євген Боршош. Первісний вигляд дерев’яної церкви вишуканих пропорцій зафіксував на світлинах чеський фотограф Б. Вавроушек. Коли після Другої світової війни греко-католицьку церкву передали православним, дерев’яну перетворили на колгоспний склад.
Вежу розібрали, і церква поступово занепадала, а в 1997 р. цікаву споруду розібрали зовсім, а дерево перенесли в новостворений монастир. Однак на новому місці церкву не відновили.

## Туристичні місця
- Село Крива знаходиться в так званій Тячівській сейсмічній зоні. Кожні 25-30 років тут відбуваються землетруси, силою до 7 балів за шкалою Ріхтера.[5]
- Крива — єдине село в Україні, яке оточують три монастирі
- Через село проходила вузькоколійка Тересва — Усть-Чорна, але була зруйнована в 1998 р., через повінь
- Храм Покрови пр. богородиці. 1927.
- В 1999 р. було закладено греко-католицьку Воздвиженську церкву.